# Hamani Diori
Hamani Diori (6. června 1916, Soudouré, Francouzská Západní Afrika – 23. dubna 1989, Rabat, Maroko) byl první prezident Nigerské republiky. Přestože během jeho vlády v zemi bujela korupce, získal si mezinárodní respekt za svou roli mluvčího pro africké záležitosti. V roce 1974 byl po vojenském puči zbaven prezidentského úřadu a uvězněn.

## Mládí
Narodil se ve vesnici Soudouré ležící nedaleko hlavního města Niamey a patřil k etnické skupině Džermů. Jeho otec zastával funkci úředníka koloniální administrativy pro otázku veřejného zdraví. Diori vystudoval školu pro učitele v Dakaru, načež v letech 1936 až 1938 učil na nigerských školách. Od roku 1938 působil v Paříži jako lektor hauštiny a jazyka džerma. V roce 1945 se oženil s Aïssou. Pár spolu zplodil šest dětí.

## Boj o nezávislost
V roce 1946 Diori působil jako ředitel na škole v nigerském hlavním městě Niamey. V té době se stal spoluzakladatelem Nigerské pokrokové strany (PPN). Později téhož roku byl zvolen do francouzského Národního shromáždění. V následující volbách v roce 1951 jej porazil jeho bratranec a politický rival Djibo Bakary. Opětovně byl Diori do národního shromáždění zvolen v roce 1956, kdy se stal i jedním z místopředsedů shromáždění. Na rozdíl od Bakaryho Diori v roce 1958 podpořil návrh Charlese de Gaulla na ústavu páté republiky a vyslovil se proti okamžité nezávislosti Nigeru. Země však získala právo na samosprávu a Diori 14. prosince 1958 sestavil nigerskou vládu, ještě ve spojení s Francií.

## Funkce prezidenta
Nezávislost na Francii získal Niger 3. srpna 1960. Dne 10. listopadu 1960 se Diori stal prvním prezidentem Nigeru, když ho do této funkce o dva dny dříve zvolilo nigerské národní shromáždění. I v Nigeru, podobně jako ve většině bývalých francouzských kolonií, byla po osamostatnění v zemi povolena jediná politická strana, kterou se v tomto státě stala Nigerská pokroková strana. Dioriova vláda upřednostňovala zachování tradičních sociálních struktur a také nadále udržovala úzké ekonomické vazby s Francií. Již od počátku 60. let 20. století Diori vládl pomocí několika lidí, které tvořily politbyro strany a do značné míry obcházely vládní kabinet. Diori nebyl pouze prezidentem, byl i předsedou PPN a také řídil různá ministerstva. Mj. byl v letech 1960 až 1963 ministrem obrany a ministrem zahraničních věcí. Funkci ministra zahraničních věcí poté opětovně zastával v letech 1965 až 1967. Jedním z nejprominentnějších z Dioriho poradců, šedá eminence režimu, byl spisovatel a předseda Národního shromáždění Nigeru Boubou Hama. Jakožto předseda Nigerské pokrokové strany byl Diori jediným kandidátem na funkci prezidenta, a tak byl opětovně v letech 1965 i 1970 zvolen se ziskem 100 % hlasů.
Celosvětově si Diori získal respekt jakožto mluvčí v afrických záležitostech a arbitr konfliktů, do kterých byly zapojeny i další africké státy. Domácí politika však byla plná korupce a vláda nebyla schopná provést potřebné reformy či efektivně bojovat proti hladomoru, který vypukl v důsledku sucha v Sahelu na počátku 70. let 20. století. Čím dál častěji byl prezident kritizován pro svou nečinnost v domácí politice. Tato kritika vyústila až v pokus o puč v prosince 1963, který byl ukončen rozmístěním francouzských vojáků v hlavním městě Niamey. Ve stejné době došlo také ke sporu o hranici s republikou Dahomey. V roce 1965 Diori unikl pokusu o atentát. Tváří v tvář pokusům o vojenský převrat a útokům členů Sawava využil Diori francouzské poradce a jednotky k posílení své vlády. Jeho úzké vztahy s Francií vedly ke studentským a odborovým protestům proti tzv. „francouzskému neokolonialismu“. Jeho vztahy s Francií utrpěly, když během státní návštěvy Georgese Pompidou v Nigeru v roce 1972 nigerská vláda vyjádřila nespokojenost s úrovní investic do produkce uranu.

## Nepokoje a převrat
Rozsáhlé občanské nepokoje následovaly po obvinění některých ministrů, že zneužívali zásoby potravinové pomoci a došlo i k obvinění Dioriho z přílišné konsolidace moci. Diori omezil schůze vládního kabinetu na setkání se zástupci Džermů, členů rodiny a blízkých přátel. Navíc získal nové pravomoci, když se sám jmenoval ministrem zahraničních věcí a ministrem obrany. 15. dubna 1974 vedl podplukovník Seyni Kountché vojenský převrat, který ukončil Dioriho vládu. Diori byl následně uvězněn a ve vězení strávil šest let. Poté byl v roce 1980 propuštěn do domácího vězení, ve kterém zůstal až do roku 1987. Po smrti Kountchého byl z domácího vězení propuštěn a bylo mu dovoleno opustit zemi. Po svém odchodu z Nigeru se usadil v Maroku, kde 23. dubna 1989 zemřel v Rabatu ve věku 72 let.

## Vyznamenání

### Nigerská vyznamenání
Od 10. listopadu 1960 do 15. dubna 1974 byl velmistrem nigerských řádů:
- Národní řád Nigeru
- Řád za zásluhy

Osobní ocenění
- velkokříž Národního řádu Nigeru
- velkodůstojník Národního řádu Nigeru
- důstojník Národního řádu Nigeru
- rytíř Národního řádu Nigeru

### Zahraniční vyznamenání
- Medaile Za odboj – Francie
- velkokříž Národního řádu za zásluhu – Guinea
- velkostuha Řádu za zásluhy – Kamerun
- velkokříž Národního řádu Mali – Mali
- velkokomtur Řádu federativní republiky – Nigérie
- velkokříž Národního řádu Pobřeží slonoviny – Pobřeží slonoviny